# Stuart Hazeldine
Stuart Hazeldine, född 10 juni 1971 i Surrey, Storbritannien, är en brittisk manusförfattare, filmproducent och regissör. Hazeldine bor i London.